# Jean Bonhomme
Jean Bonhomme (8 de junho de 1924 - 16 de outubro de 2020) foi um político francês.
Bonhomme serviu como membro da Assembleia Nacional Francesa de 1968 a 1981 e novamente de 1986 a 1988.